# Оттон I (маркиз Монферратский)
Оттон I (Оттоне, Оддоне) (Otto I, Otho, Ottone) (ум. 991) — маркграф Монферрата. Сын Алерамо — основателя династии Алерамидов, от его первой жены.
При разделе отцовского наследства получил Монферрато, а другой сын, Ансельмо, — Лигурию.
Ни в одном из прижизненных документов Оттон I не упоминается как маркграф: возможно, что он не использовал этот титул.
Имя и происхождение жены не известны. Дети:
- Вильгельм III, маркграф Монферрато
- Рипрандо
- Отта
- Вальдрада (Гвальдерада).